# Sejwy
Sejwy (dodatkowa nazwa w j. litewskim Seivai) – wieś w Polsce położona w województwie podlaskim, w powiecie sejneńskim, w gminie Puńsk. Leży nad jeziorem Sejwy.
| SIMC    | Nazwa      | Rodzaj    |
| ------- | ---------- | --------- |
| 1011678 | Nowe Sejwy | część wsi |

Wieś królewska ekonomii grodzieńskiej położona była w końcu XVIII wieku  w powiecie grodzieńskim województwa trockiego. W okresie II Rzeczypospolitej osadnikiem wojskowym w osadzie Sejwy został płk Włodzimierz Wołkowicki.
Do 1952 roku miejscowość była siedzibą gminy Sejwy. W latach 1975–1998 miejscowość administracyjnie należała do województwa suwalskiego.

## Zabytki
Do rejestru zabytków Narodowego Instytutu Dziedzictwa wpisane są następujące obiekty:
- dwór, obecnie dom nr 12, XIX/XX w. (nr rej.: A-1031 z 4.09.1995)